# Colasposoma parvicolle
Colasposoma parvicolle é uma espécie de escaravelho de folha da República Democrática do Congo. Foi primeiro descrito pelo entomologista belga Louis Jules Léon Burgeon em 1941.